# Marcin Stupczy
Marcin Stupczy (ur. ok. 1819) – poseł do Sejmu Krajowego Galicji II kadencji (1867–1869), włościanin z Zarzyca (obecnie Zarzecze).
Był synem Stanisława i Tekli. W młodości służył w armii austriackiej. Po powrocie w rodzinne strony ożenił się 8 sierpnia 1853 r. z Agnieszką Nawrocką.
Został wybrany w IV kurii obwodu Rzeszów, z okręgu wyborczego nr 59 Leżajsk-Sokołów-Ulanów. Był jednym ze światlejszych chłopów w rodzinnej wsi i okolicy. W swoim domu urządził tzw. szkołę chałupniczą, która istniała w latach 1860–65.
Jego grób znajduje się na cmentarzu w Racławicach, które do okresu międzywojennego były siedzibą parafii dla Zarzecza.